# Tibirkevej
Tibirkevej ist eine ursprünglich 1,5 km lange und etwa drei Meter breite vorzeitliche Wegverbindung (dänisch Oltidsvejen) durch das Ellemose Ådal bei Ramløse im Norden der dänischen Insel Seeland.
Von der 1943 entdeckten, in der vorrömischen Eisenzeit (500 v. Chr. – Zeitenwende) angelegten Trasse existiert noch ein 100 m langes, gepflastertes Teilstück im Bereich der Flussquerung. Östlich der Pflasterung wurde der 150 m lange Rest des bisher ältesten Bohlenweges aus dem dänischen Neolithikum entdeckt.
Andere eisenzeitliche Wege in Dänemark:
- Broskovvejen bei Præstø (Seeland)
- Boiling See (Jütland)
- Jernaldervej bei Ørnefennerne im Store Vildmose (Jütland)
- Hammelevvej nördlich von Grenaa (in Djursland)